# Zekirija Ramadani
Zekirija Ramadani (em macedônio, Зекирија Рамадани) (21 de Janeiro de 1978, Macedônia) é um treinador de futebol e ex-futebolista macedônio, que jogou como zagueiro pela Seleção da Macedônia do Norte de Futebol.

## Seleção Nacional
Ramadani iniciou sua carreira pela Seleção da Macedônia do Norte de Futebol em uma partida contra a Seleção Azeri de Futebol, valendo o terceiro lugar do Torneio San Pellegrino de 2000, realizado na Bulgária. Ao total, participou de sete partidas pelo time nacional

## Títulos
- Copa do Azerbaijão de Futebol 2008-2009: Campeão (Qarabağ Ağdam)[3]
- Copa da Macedônia do Norte de Futebol 2003-2004: Campeão (Sloga Jugomagnat)[4]
- Copa da Macedônia do Norte de Futebol 1999-2000: Campeão (Sloga Jugomagnat)[4]